# کانتیگ
وربست یا کانتیگ (به انگلیسی: Contig) قطعات پیوسته‌ای از توالی دی‌اِن‌اِی است که توسط بازسازی توالی خوانده‌های یک کروموزوم تولید می‌شود. در اصل کانتیگ به مانند نقشه‌ای از دی‌اِن‌اِی کروموزوم است که نقاطی که قطعات پیوسته با هم همپوشانی دارند را مشخص می‌کند. به‌طور کلی در یک کانتیگ از توالی نوکلئوتیدهای به‌دست آمده اطمینان داریم.

## تعریف
از آن‌جایی که دی‌اِن‌اِی یک کروموزوم، مولکولی طویل است لازم است برای توالی‌یابی و مطالعهٔ آن، دی‌اِن‌اِی را به قطعات کوچک‌تر تقسیم کنیم، سپس توالی قسمت‌های کوچک‌تر را بخوانیم (به انگلیسی: read) و از کنار هم قرار دادن آن‌ها با توجه به همپوشانی‌هایی که دارند، توالی دی‌اِن‌اِی اولیه را بیابیم. وربست یا کانتیگ مجموعه‌ای است از خوانده‌هایی یا قطعاتی طولانی‌تر از خوانده‌ها، از دی‌اِن‌اِی که با هم همپوشانی داشته و در کنار یکدیگر یک توالی مشترک از دی‌اِن‌اِی را می‌سازند.
در توالی‌یابی پایین به بالا کانتیگ به مجموعه‌ای از قطعات همپوشان در توالی داده گفته می‌شود. در توالی بالا به پایین کانتیگ به کلونهای همپوشانی که یک نگاشت از ژن را برای هدایت توالی و بازسازی توالی تشکیل می‌دهند، گفته می‌شود. هر چند در سال‌های اخیر در مقالات مختلف، تعاریف متفاوت و گاهی ناهماهنگ با هم بیان شده، در این‌جا به بررسی دو تعریف گفته شده در بالا پرداخته می‌شود.

## تعریف اولیهٔ کانتیگ
در سال ۱۹۸۰ «استادن» بیان کرد: "برای این‌که صحبت دربارهٔ دادهٔ به دست آمده از تفنگ ساچمه‌ای را آسان کنیم واژهٔ "کانتیگ" را ابداع کردیم. یک کانتیگ مجموعه‌ای از ژن‌های خوانده شده‌است که با یکدیگر همپوشانی دارند. تمامی خواندن ژن‌ها به فقط و فقط یک کانتیگ تعلق دارد و هر کانتیگ حداقل شامل یک ژن خوانده شده‌است. مجموعهٔ این خوانده‌ها در یک کانتیگ می‌تواند یک توالی مشترک ساخته که طول آن برابر با طول کانتیگ است."

## توالی کانتیگ‌ها
یک توالی کانتیگ یک توالی مداوم است که از بازسازی قطعات کوچک دی‌اِن‌اِی توسط توالی‌یابی پایین به بالا به حاصل می‌شوند. این تعریف از کانتیگ با تعریف اولیه۸ «راجر استادن» (۱۹۷۹) مطابقت دارد.توالی‌یابی پایین به بالا شامل برش دادن ژنوم دی‌اِن‌اِی به قطعات کوچک‌تر ("خوانده")، توالی‌یابی این قطعات، بازسازی آن‌ها به کانتیگ و در نهایت به طول کل ژنوم است. از آن‌جا که فناوری‌های اخیر به ما تنها امکان توالی‌یابی از روی قطعات کوتاه دی‌اِن‌اِی (به طول ۳۰۰ تا ۱۰۰۰ نوکلئوتید) را می‌دهند، لازم است که قبل از توالی‌یابی، ژنوم به قطعات کوچک تقسیم شود. در توالی‌یابی بالا به پایین، دی‌اِن‌اِی تقویت‌شده به صورت تصادفی به قطعاتی به طول مناسب برای توالی‌یابی برش داده می‌شود. خوانده‌های دنباله دنباله، که توالی قطعات کوچک را شامل می‌شوند، در یک پایگاه داده درج می‌شوند. سپس نرم‌افزار توالی‌یابی در پایگاه داده به دنبال جفت‌های همپوشان می‌گردد. توالی‌یابی یه صورت جفت‌جفت باعث تولید شدن کانتیگ‌های طولانی‌تری از دی‌اِن‌اِی می‌شود. با چندین بار تکرار این مرحله، که در ابتدا شامل قطعات کوتاه‌تر و به مرور زمان شامل قطعات طولانی‌تر است، توالی کامل دی‌اِن‌اِی یک کروموزوم قابل تشخیص می‌شود.

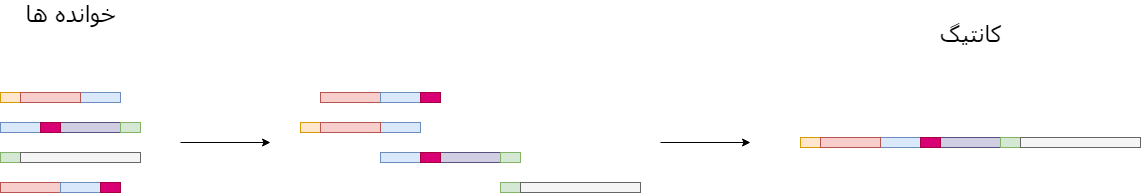
مراحل تولید یک کانتیگ در روش توالی‌یابی شاتگان.

امروزه متداول است که از فناوری‌های زوج-انتهایی استفاده شود که دو انتها یک قطعهٔ طولانی‌تر با یک سایز مشخص توالی‌یابی می‌شوند. در این‌جا، کانتیگ به هر قطعهٔ پیوسته از دادهٔ توالی‌یابی که توسط همپوشانی خوانده‌ها تولید شود، گفته می‌شود. چون طول قطعات دی‌اِن‌اِی را می‌دانیم، فاصلهٔ بین دو انتها در یک قطعه نیز مشخص است. در این صورت اطلاعاتی در مورد جهت‌دهی کانتیگ‌ها داریم که با داشتن آن‌ها می‌توان توالی اسکافلدها را بازسازی کرد. هدف اصلی روش تفنگ شاتگان بیان توالی دی‌اِن‌اِی در تنها یک اسکافلد است، اما این هدف همیشه ممکن نیست زیرا بسته به خوانده‌های به دست آمده، دقت حاصل از توالی‌یابی می‌تواند متفاوت باشد.

### اسکافلد
اسکافلدها از کانتیگ‌هایی که با فاصله‌هایی با طول مشخص از هم جدا شده‌اند، تشکیل می‌شوند. محدودیت‌های جدیدی که بر روی جهت‌گیری کانتیگ‌ها وجود دارد، امکان قرار دادن توالی‌های تکراری در ژنوم را فراهم می‌کند. اگر یک انتها دارای یک توالی تکراری باشد، تا زمانی که جفت آن درون یک کانتیگ وجود دارد، مکان آن مشخص است. فاصله‌های باقی مانده بین کانتیگ‌ها در اسکافلدها را می‌توان با روش‌های گوناگونی، شامل روش تقویتی پی‌سی‌آر (برای توالی‌های کوتاه‌تر) و روش کلون‌بندی کروموزم مصنوعی باکتریایی، توالی‌یابی کرد.

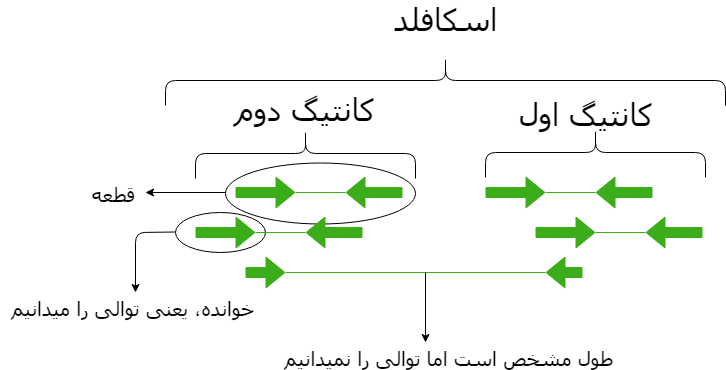
خوانده‌های همپوشان از یک توالی زوج-انتهایی کانتیگ‌ها را می‌سازند. کانتیگ‌ها و فواصل بینشان اسکافلدها را می‌سازند.

## کانتیگ‌های روش کروموزوم مصنوعی باکتریایی
کانتیگ‌ها همچنین به کلون‌های همپوشان در نگاشت یک کروموزوم باکتریایی در روش‌های بالا به پایین یا سلسله مراتبی گفته می‌شوند. در این روش، یک نقشه با وضوح پایین قبل از توالی‌یابی ساخته می‌شود تا چارچوبی برای هدایت بازسازی توالی ژنوم فراهم شود. این نقشه مکان‌های به هم مرتبط و همپوشانی کلون‌های یک توالی را مشخص می‌کند. مجموعهٔ کلون‌های همپوشان که یک قطعهٔ پیوسته از دی‌اِن‌اِی را می‌سازند، کانتیگ نام دارند. حداقل تعداد کلون‌ها برای تشکیل یک کانتیگ که توالی کل یک کروموزوم را تشکیل دهد شامل مسیری از نوکلئوتیدهای توالی است. مادامی که یک مسیر انتخاب شود، مؤلفه‌های کروموزوم باکتریایی آن به قطعات کوچک‌تر برش داده شده و توالی‌یابی می‌شوند. در نتیجه کانتیگ‌ها چارچوب این توالی‌یابی سلسله مراتبی را فراهم می‌کنند. بازسازی یک نقشهٔ کانتیگ شامل مراحل متعددی است. ابتدا، دی‌اِن‌اِی به (۵۰ تا ۲۰۰ هزار) قطعه که کلون‌ها را تشکیل می‌دهند، تقسیم می‌شوند. چون این کلون‌ها باید کل ژنوم یا کروموزم را شامل شوند، به صورت تئوری می‌توان یک کانتیگ را از کروموزوم‌های مصنوعی باکتریایی که کل کروموزوم را می‌پوشاند، توالی‌یابی کرد. در واقعیت اما همچین اتفاقی نخواهد افتاد زیرا معمولاً فاصله‌ها باقی می‌مانند. همان‌طور که گفته شد این فواصل را می‌توان با روش‌های دیگر پوشاند.

## ساخت کانتیگ‌های روش کروموزوم مصنوعی باکتریایی
کانتیگ‌های کروموزوم مصنوعی باکتریایی از طریق سامان‌دهی مناطقی در کروموزوم که همپوشانی دارند به دست می‌آیند. یک روش متداول این است که از نقشهٔ روش توالی-برچسب زده برای تشخیص قطعات یکتای دی‌اِن‌اِی در کروموزوم‌های مصنوعی باکتریایی مشترک استفاده کرد. درجهٔ همپوشانی توسط تعداد نقاط نشان‌گذاری‌شده روش توالی-برچسب زده بین دو کلون به صورت تقریبی به دست می‌آید، به این صورت که هرچه تعداد این نقاط بیشتر باشد، درجهٔ همپوشانی بیشتر است. چون این روش به صورت تقریبی عمل می‌کند، تجزیه و تحلیل قطعات که اندازه‌گیری دقیق‌تر همپوشانی کلون‌ها را فراهم می‌کند، اغلب مورد استفاده قرار می‌گیرد. در این استراتژی، کلون‌ها با یک یا دو آنزیم محدودکننده ترکیب و قطعات حاصل با الکتروفورز ژل جداسازی می‌شوند. از آن‌جایی که تعداد قطعه‌های مشترک و طول این قطعات شناخته شده‌است (طول آن با مقایسه با استاندارد اندازه‌گیری قضاوت می‌شود)، درجهٔ همپوشانی می‌تواند با دقت بالایی محاسبه شود.

## فواصل بین کانتیگ‌ها
فواصل معمولاً بعد از تولید اولیهٔ کروموزوم مصنوعی باکتریایی باقی می‌مانند. این فواصل زمانی رخ می‌دهند که کتابخانهٔ کروموزم مصنوعی باکتریایی دارای پیچیدگی کمی باشد، به این معنی که تعداد کمی از توالی‌های برچسب زده و محل‌های محدودکننده وجود دارد یا بعضی نواحی کمتر در این کتابخانه کمتر حضور دارند. اگر فواصل بین کانتیگ‌ها پس از نقشه‌برداری روش توالی-برچسب زده و محدودسازی اثر آن‌ها باقی بمانند، توالی انتهای کانتیگ‌ها می‌تواند برای از بین بردن این فواصل مورد استفاده قرار بگیرد. این روش توالی‌یابی انتهایی، توالی‌های برچسب‌زدهٔ جدیدی را ایجاد می‌کند که با استفاده از آن، کانتیگ‌های دیگر نمایش داده می‌شوند.